# Adejeania lopesi
Adejeania lopesi är en tvåvingeart som beskrevs av Guimaraes 1966. Adejeania lopesi ingår i släktet Adejeania och familjen parasitflugor. Inga underarter finns listade i Catalogue of Life.